# Suuri-Onkamo
Suuri-Onkamo eller Suuri Onkamojärvi är en sjö i Finland. Den ligger i kommunerna Bräkylä och Tohmajärvi i landskapet Norra Karelen, i den sydöstra delen av landet, 400 km nordost om huvudstaden Helsingfors. Suuri-Onkamo ligger 77 meter över havet. Den är 9,4 meter djup. Arean är 32,11 kvadratkilometer och strandlinjen är 87,83 kilometer lång. Sjön  ingår i Vuoksens huvudavrinningsområde. 